# Notre-Dame van Montréal
De Basiliek Onze Lieve Vrouw van Montréal (Frans Basilique Notre-Dame de Montréal) is gelegen in Vieux-Montréal, het historische centrum van de Canadese stad Montréal, Québec. Het neogotische kerkgebouw is de moederkerk van Montréal en verving in de jaren 1824 tot 1829 een oudere gelijknamige parochiekerk.
De basiliek verwelkomt jaarlijks honderdduizenden bezoekers die er de gotische pracht en historische schatten komen bewonderen. Voor het behoud van de kerk wordt aan bezoekers een kleine toegangsbijdrage gevraagd; aan het bijwonen van de heilige mis zijn uiteraard geen bijzondere kosten verbonden. Op een aantal avonden per week wordt het spectaculaire klank- en lichtspel "En toen was er licht" opgevoerd.

## Geschiedenis

#### Voorgangerkerk

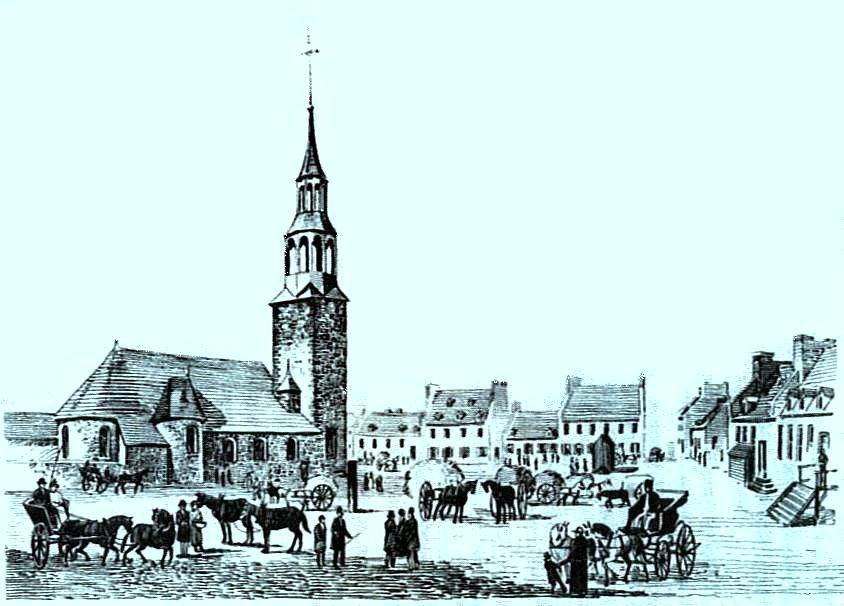
De eerste kerk van de parochie Ville-Marie

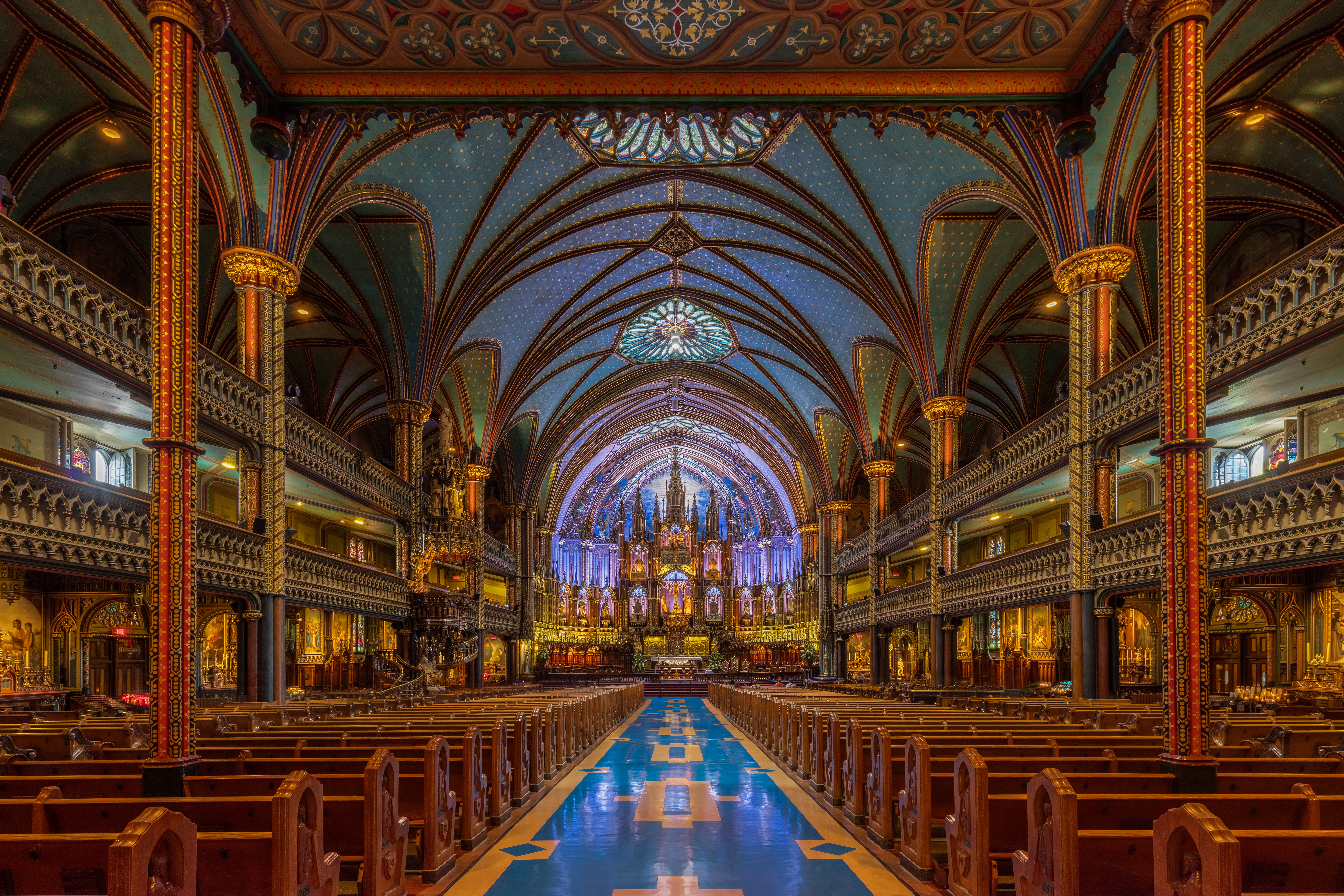
Interieur

De oude parochiekerk stond vroeger iets ten noorden van de huidige basiliek en werd als eerste kerk op het Île de Montréal in de jaren 1672-1673 door de Sulpicianen gebouwd, naar een ontwerp van  François Dollier de Casson. In 1720 werd de gevel van de kerk door de hofbouwmeester Gaspard-Joseph Chaussegros de Léry vernieuwd. Er werden twee torens gepland, maar wegens gebrek aan financiële middelen werd er maar één gerealiseerd. De kerk werd in de periode 1734-1739 vergroot met de toevoeging van zijschepen. Desondanks werd de kerk door de snelle bevolkingstoename te klein. Nog even mocht de kerk in 1821 tot 1822 de kathedraal van het nieuw gestichte bisdom Montréal zijn, maar al in september 1822 startten de plannen van een aanmerkelijk grotere nieuwbouw op een naburig bouwterrein. De oude kerk werd in 1830 gesloopt, de kerktoren volgde in 1843. Van de oude kerk bleven een aantal muurresten bewaard. 

#### De huidige basiliek
De bouw aan de nieuw kerk begon in mei 1824. De opdracht was verleend aan James O’Donnell, een Ier uit New York die zelf lid was van de Anglicaanse Kerk. Nog kort voor zijn dood in 1830 ging hij over naar het rooms-katholicisme en hij is de enige persoon die in de crypte van de kerk werd begraven. Op 7 juni 1829 volgde de inwijding van het nieuwe kerkgebouw, dat destijds het grootste was van het Noord-Amerikaanse continent en dat vervolgens zestig jaar zou blijven. Onder leiding van John Ostell werden in 1841 en 1843 conform het ontwerp van O’Donnell de beide torens toegevoegd. Aan het interieur van de kerk werd nog langer doorgewerkt. Victor Bourgeau, dezelfde architect die ook zijn bijdrage gaf aan de Maria-Koningin-der-Wereldkathedraal, werkte er van 1872-1879 aan.  
Vanwege de pracht en de grote schaal van de kerk liet men tussen 1888-1891 aan de oostzijde een meer intieme kapel bouwen, de Kapel van het Heilig Hart (Chapelle du Sacre-Cœur). Tegelijkertijd werd er een sacristie toegevoegd. Een brand op 8 december 1978 verwoestte deze kapel, maar op basis van oude foto's en tekeningen kon de kapel in de eropvolgende jaren worden hersteld. 
In 1982 verleende paus Johannes Paulus II de kerk de titel van basilica minor. De paus bezocht tijdens een bezoek aan de stad zelf de kerk in september 1984.

## Interieur
De kerk is rechthoekig en heeft geen apsis en evenmin een transept. De ruimte wordt door hoge zuilen verdeeld in een hoofdschip en twee zijschepen. Minder gewoon zijn de galerijen boven de zijschepen waar de banken als op een tribune staan opgesteld. 
Victor Bourgeau, in die tijd de meeste actieve architect van Québec, verzorgde de huidige neogotische inrichting van de basiliek. Na enig voorwerk spoorde priester Victor Rousselot na zijn bezoek aan Parijs de architect aan zich te laten inspireren door de Sainte-Chapelle. Het zijn vooral de toegepaste kleuren, de motieven van bladgoud in de gewelven en de zuilen die herinneren aan de Parijse kapel. De polychrome decoraties zijn volledig van hout. De gewelven worden ondersteund door smalle stenen zuilen.   
Naast het schitterend uitgevoerde koor en de vele beelden bezit de kerk een opmerkelijke verzameling sacrale kunst van de 17e tot 20e eeuw. In de Heilig Hartkapel, herbouwd in 1980 na een brand, bevindt zich een bronzen altaar van Charles Daudelin.

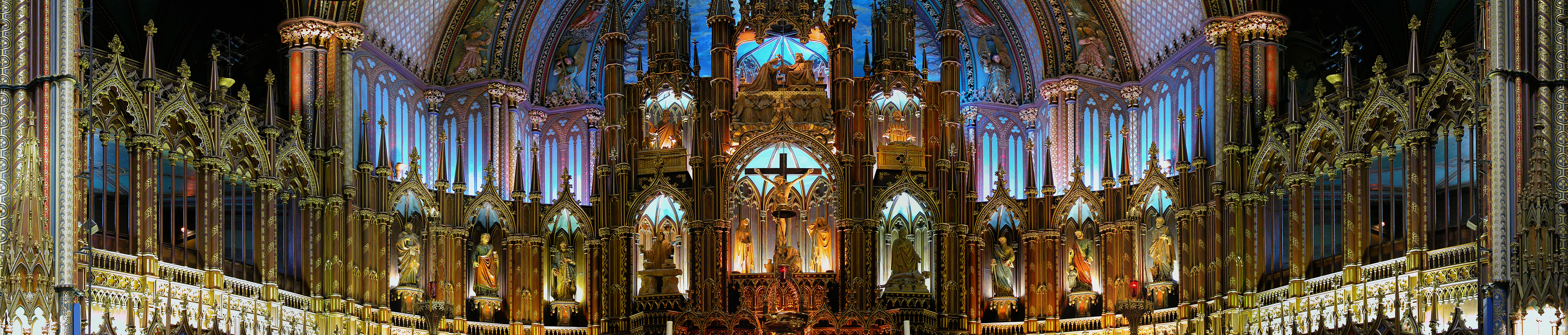
Het schitterende koor van de basiliek

## Orgel

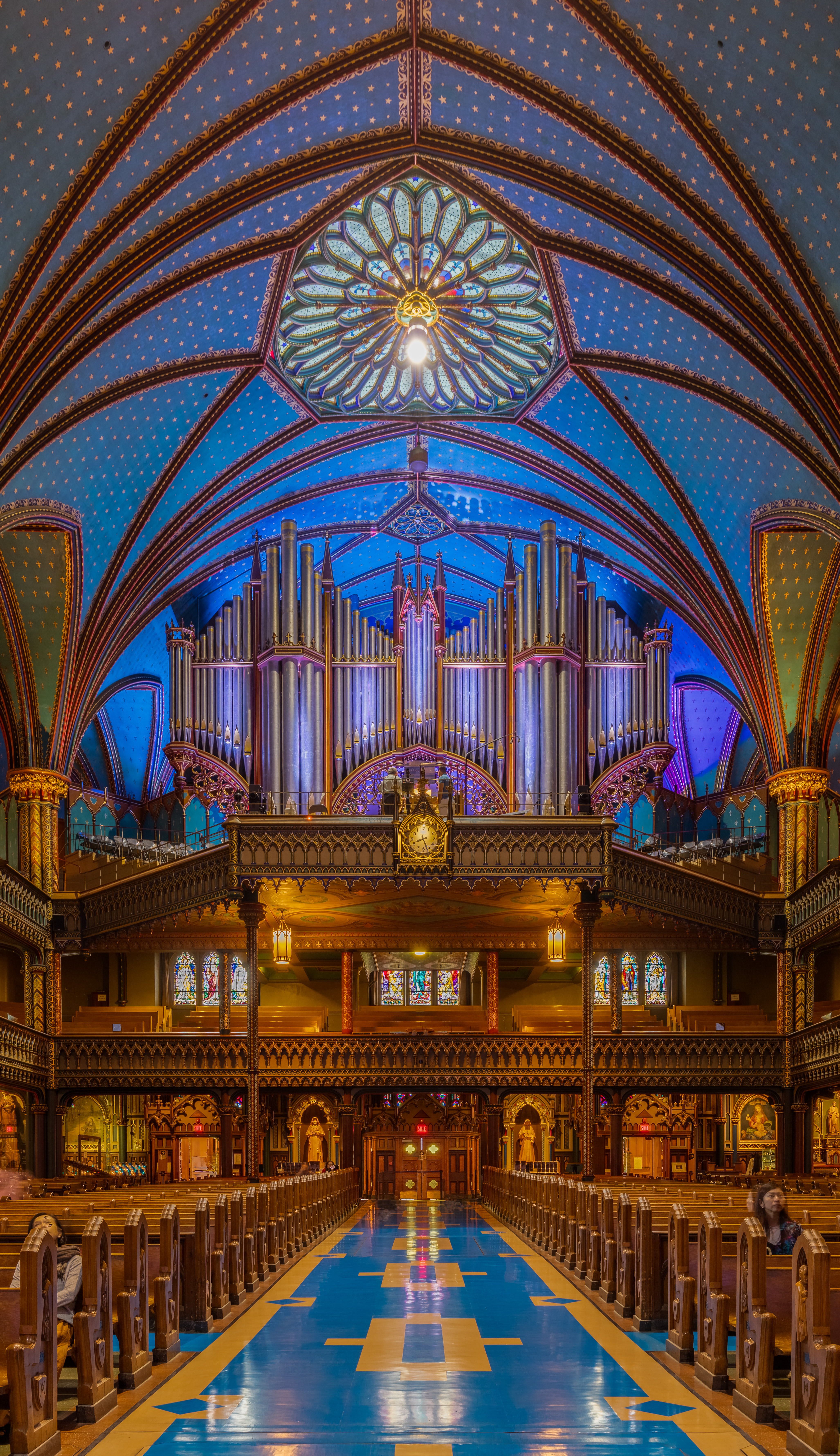
Het orgel

Boven de ingang verheft zich het orgel van Casavant Frères. Het instrument bezit vier manualen, 99 registers en 6500 pijpen en werd tussen 1885 en 1891 geplaatst. Het was wereldwijd het eerste orgel dat elektrisch aangedreven werd.

## Gebruik
Er worden naast de reguliere erediensten in de basiliek talloze huwelijken gesloten, rouwdiensten van bekende en onbekende Canadezen gehouden, orgelconcerten met 's werelds beste organisten georganiseerd en ook het Montréal Symfonie Orkest (Orchestre symphonique de Montréal) geeft er regelmatig uitvoeringen. Een jaarlijks terugkerend evenement is de opvoering van Händels Messiah in december.         
Op 17 december 1994 werd hier het huwelijk van Céline Dion met Rene Angelil ingezegend.